# Feodor Lynen
Pour les articles homonymes, voir Lynen.
Feodor Felix Konrad Lynen (né le 6 avril 1911 à Munich et mort le 6 août 1979 Munich) est un biochimiste allemand. Il a été récompensé, en même temps que Konrad Bloch, par le prix Nobel de physiologie ou médecine en 1964, pour ses travaux sur le métabolisme des acides gras, et en particulier la béta-oxydation des acides gras ("hélice de Lynen").

## Récompenses
- 1955 : médaille Liebig
- 1964 : prix Nobel de physiologie ou médecine